# Algernon Blackwood
Algernon Henry Blackwood, CBE (Londres, 14 de março de 1869 – Bishopsteighton, 10 de dezembro de 1951) foi um contista e romancista inglês, considerado um dos mais prolíficos escritores de ficção especulativa. Trabalhou também como jornalista e apresentador de um programa radiofônico de histórias sobrenaturais.

## Biografia
Algernon nasceu em Shooter's Hill, um distrito a sudeste de Londres, em 1869, no seio de uma família bastante religiosa, de fé calvinista. Era filho de Sir Stevenson Arthur Blackwood, diretor dos Correios e de Harriet Sydney Dobbs, Duquesa de Manchester, viúva de George Montagu, 6º Duque de Manchester. A despeito da religião da família, Algernon se interessava por filosofias orientais e pelo budismo, após ler um livro que encontrou perdido na casa dos pais.
Aos 14 anos, Algernon estava determinado a ser médico. Dois anos depois, estava em uma irmandade na Alemanha, onde conheceu estudantes do mundo todo. Algernon estudou no Wellington College, onde completou o estudo secundário. Algernon trabalhou em vários empregos diferentes pela Europa e na América do Norte. No Canadá, trabalhou em uma fazenda. Foi administrador de um hotel por seis meses, repórter em Nova York, bartender, modelo, jornalista para o The New York Times, secretário e professor de violino. Também trabalhou como resenhista para vários jornais e revistas.
Finalmente, ele ingressou na Universidade de Edimburgo, mas acabou não estudando medicina e deixou a universidade pouco depois. Por volta dos 30 anos, ele retornou à Inglaterra e começou a escrever histórias sobrenaturais. O sucesso finalmente veio e ele começou a escrever pelo menos dez coletâneas de contos de horror e depois os narrava no rádio e na televisão.
Escreveu ainda 14 livros, entre eles infantis e várias peças de teatro, a maioria ele mesmo produziu. Era um amante da natureza e dos espaços abertos, algo que se reflete em sua escrita. Nunca se casou, apesar de gostar de companhia.

## Morte
Algernon sofreu vários AVCs ao longo da vida, o que o debilitou de maneira permanente. Ele faleceu em 10 de dezembro de 1951, aos 82 anos, devido a uma trombose venosa cerebral (TVC) e arteriosclerose. Seu corpo foi cremado no Crematório Golders Green e suas cinzas foram espalhadas nos Alpes suíços.

## Obras selecionadas
Romances:
- Jimbo: A Fantasy (1909)
- The Education of Uncle Paul (1909)
- The Human Chord (1910)
- The Centaur (1911)
- A Prisoner in Fairyland (1913)
- The Extra Day (1915)
- Julius LeVallon (1916)
- The Wave (1916)
- The Promise of Air (1918)
- The Garden of Survival (1918)
- The Bright Messenger (1921)
- Dudley & Gilderoy: A Nonsense (1929)

Romances infantis:
- Sambo and Snitch (1927)
- The Fruit Stoners: Being the Adventures of Maria Among the Fruit Stoners (1934)

Coletâneas de contos:
- The Empty House and Other Ghost Stories (1906)
- The Listener and Other Stories (1907)
- John Silence (1908)
- The Lost Valley and Other Stories (1910)
- Pan's Garden: a Volume of Nature Stories (1912)
- Ten Minute Stories (1914)
- Incredible Adventures (1914)
- Day and Night Stories (1917)
- Wolves of God, and Other Fey Stories (1921)
- Tongues of Fire and Other Sketches (1924)
- Shocks (1935)
- The Doll and One Other (1946)